# کوتا واتانابه
کوتا واتانابه (انگلیسی: Kota Watanabe؛ زادهٔ ۱۸ اکتبر ۱۹۹۸) بازیکن فوتبال اهل ژاپن است.
از باشگاه‌هایی که در آن بازی کرده‌است می‌توان به باشگاه فوتبال توکیو وردی اشاره کرد.